# Wendefahrbahn

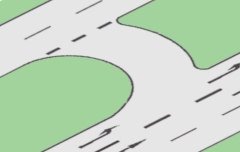
Wendefahrbahn im Mittelstreifen vor einem Knotenpunkt

Die Wendefahrbahn ist ein Fachbegriff der Verkehrsplanung und ermöglicht das Wenden auf baulich getrennten Richtungsfahrbahnen. Sie dient somit als Ersatzweg für Linksabbieger. 
Man ordnet die Wendefahrbahn in festen Abständen auf dem Mittelstreifen vor oder nach einem Knotenpunkt an und ermöglicht so den sicheren Richtungswechsel ohne Lichtsignalanlage. Bei Straßen mit starkem Verkehrsaufkommen kann auch ein eigener Linksabbiegerfahrstreifen mit Lichtzeichenanlage vorhanden sein. Um den nachfolgenden Verkehr nicht zu behindern versucht man die Aufstellfläche auf die Größe eines Pkw dimensionieren. Die Oberflächenbeschaffenheit der Wendefahrbahn kann baulich unterschiedlich zur übrigen Fahrbahn gestaltet werden, sodass man diesen besonderen Bereich leichter unterscheiden kann (beispielsweise als Pflasterbelag). 